# Rio Boureţu
O Rio Boureţu é um rio da Romênia afluente do Rio Valea Rea, localizado no distrito de Argeş.